# Nok Air

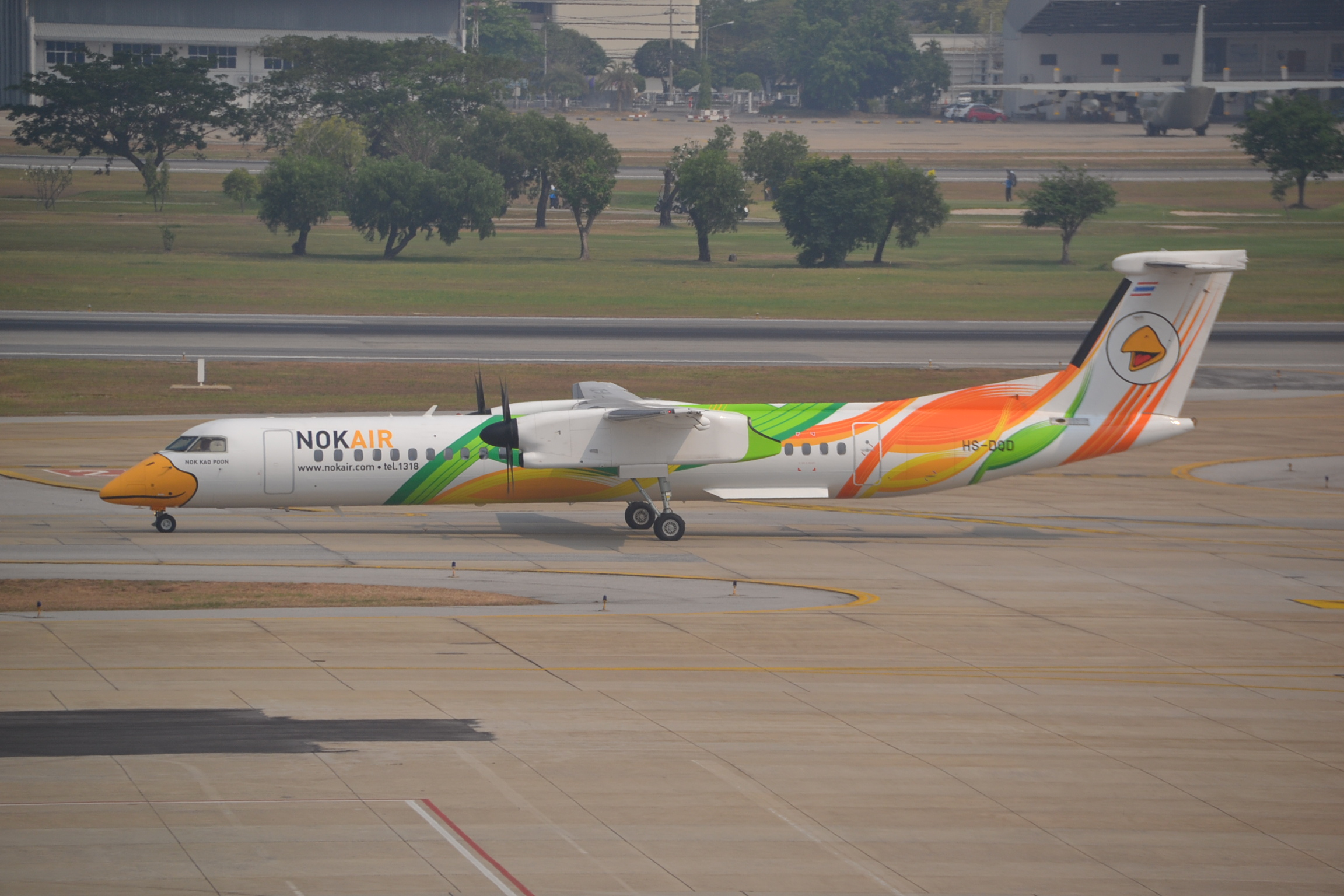
Bombardier Dash 8 Q400 Luchthaven Don Muang (2014)

Nok Air Thai: นกแอร์) is een regionale low-cost luchtvaartmaatschappij met als basis Bangkok, Thailand. Nok (นก) is het Thaise woord voor vogel. 
Leuk detail is dat elk vliegtuig van Nok, gespoten is in vrolijke kleuren, uniek voor elk vliegtuig.
Elke neus is uitgevoerd als een snavel van een vogel.

## Geschiedenis
Nok Air is opgericht in 2004 door Thai Airways International en de Krung Thai Bank, Dhipaya Verzekeringen en het pensioenfonds van de Thaise overheid.

## Bestemmingen
In juli 2007 vloog Nok Air naar de volgende bestemmingen.

### Thailand
Bangkok,  Chiang Mai, Chiang Rai, Hat Yai, Hua Hin, Krabi, Loei, Pai, Phuket,
Rakhon Si Thammarat, Trang, Udon Thani, Sakon Nakhon (stad)

### Myanmar
Yangon

### Vietnam
Ho Chi Minhstad, Hanoi

## Vloot
De vloot van Nok Air bestond op 1. maart 2022 uit de volgende 21 toestellen en 6 orders.
- 14 Boeing 737-800
- 0 Boeing 737MAX, 6 besteld
- 7 Bombardier Dash 8 Q400